# Julija Kljukowa
Julija Mykolajiwna Kljukowa (ukrainisch Юлія Миколаївна Клюкова, wiss. Transliteration Julija Mykolaïvna Kljukova; * 10. Januar 1982 in Iwano-Frankiwsk) ist eine ehemalige ukrainische Freestyle-Skierin. Sie war auf die Disziplin Aerials (Springen) spezialisiert.

## Werdegang
Kljukowa trat international erstmals bei den Internationalen Jugendmeisterschaften 1996 in Châtel in Erscheinung, wobei sie den siebten Platz errang. In der Saison 1996/97 belegte sie bei den Weltmeisterschaften 1997 im Iizuna Kōgen Sukī-jō den 24. Platz und bei den Internationalen Jugendmeisterschaften 1997 in Laajavuori den vierten Rang. In der folgenden Saison nahm sie in Tignes erstmals am Weltcup teil, wobei sie den 12. Platz errang und wurde bei den Olympischen Winterspielen 1998 in Nagano Achte. In der Saison 1998/99 kam sie im Weltcup dreimal unter den ersten Zehn und erreichte mit dem 14. Platz im Gesamtweltcup sowie mit dem siebten Rang im Aerials-Weltcup ihre besten Gesamtergebnisse. Zudem sprang sie bei den Weltmeisterschaften 1999 in Meiringen-Hasliberg auf den fünften Platz und bei den Internationalen Jugendmeisterschaften 1999 in Jyväskylä auf den zweiten Rang. In ihrer letzten Saison als aktive Sportlerin 1999/2000 errang sie in Piancavallo mit dem dritten Platz ihre einzige Podestplatzierung im Weltcup und zum Saisonende den 17. Platz im Aerials-Weltcup.

## Erfolge

### Olympische Spiele
- 1998 Nagano: 8. Platz Aerials

### Weltmeisterschaften
- 1997 Iizuna Kōgen: 23. Platz Aerials
- 1999 Meiringen-Hasliberg: 5. Platz Aerials

### Weltcupwertungen
Kljukowa nahm an 11 Weltcups teil und erreichte fünf Top-Zehn-Platzierungen.
| Saison    | Gesamt | Gesamt | Aerials | Aerials |
| Saison    | Platz  | Punkte | Platz   | Punkte  |
| --------- | ------ | ------ | ------- | ------- |
| 1997/98   | 34     | 63.    | 204     | 24.     |
| 1998/99   | 77     | 14.    | 232     | 7.      |
| 1999/2000 | 46     | 36.    | 184     | 17.     |